# Burg Neunstadt
Die Burg Neunstadt ist eine abgegangene mittelalterliche Burg im südlichen Teil des Ortes Neunstadt, ein Ortsteil von Röhlingen einem Stadtteil von Ellwangen im Ostalbkreis in Baden-Württemberg.
Die nicht mehr genau lokalisierbare Burganlage wurde um 1337 mit Ellwangen erwähnt, später mit den Herren von Pfahlheim und 1429 mit Abt Johann von Ellwangen. 